# 海因里希·馬克思
海因里希·馬克思（德語：Heinrich Marx，1777年4月15日—1838年5月10日），原名希舍尔·莱维（Hirschel Levi），猶太裔德国律师，卡尔·马克思的父亲。
海因里希·馬克思的父亲为馬克思·莱维·末底改（Marx Levy Mordechai，1743年—1804年），母亲埃娃·利沃夫（Eva Lwow，1753年—1823年）。海因里希·馬克思的父亲末底改·马克思·莱维是特里尔的拉比，后来海因里希·馬克思的哥哥萨穆埃尔·马克思继承了这一职位。1814年，海因里希·馬克思成为了一名律师，但是由于拿破仑战败，莱茵兰被普鲁士占领并统治。普鲁士在此推行法令，禁止犹太人从事律师業務。本來已非虔誠猶太教徒的他为了生计，于1817年改名海因里希·馬克思並皈依新教路德宗福音教会，放棄其猶太教信仰及猶太人身份。